# Comitato Olimpico Nazionale Armeno
Il Comitato Olimpico Nazionale Armeno (noto anche come Comité National Olympique Arménien in francese o Հայաստանի Ազգային Օլիմպիական Կոմիտե in armeno) è un'organizzazione sportiva armena, nata nel 1990 a Erevan, Armenia.
Rappresenta questa nazione presso il Comitato Olimpico Internazionale (CIO) dal 1993 ed ha lo scopo di curare l'organizzazione ed il potenziamento dello sport in Armenia e, in particolare, la preparazione degli atleti armeni, per consentire loro la partecipazione ai Giochi olimpici. Il comitato, inoltre, fa parte dei Comitati Olimpici Europei.
L'attuale presidente dell'organizzazione è Gagik Tsarukyan, mentre la carica di segretario generale è occupata da Armen Grigoryan.